# NGC 7384
NGC 7384 — звезда в созвездии Пегас.
Этот объект входит в число перечисленных в оригинальной редакции «Нового общего каталога».